# Huapi (köpinghuvudort i Kina, Hebei Sheng, lat 38,31, long 114,56)
Huapi är en köpinghuvudort i Kina. Den ligger i provinsen Hebei, i den norra delen av landet, omkring 240 kilometer sydväst om huvudstaden Peking. Antalet invånare är 21 279. Befolkningen består av 10 690 kvinnor och 10 589 män. Barn under 15 år utgör 18,0 %, vuxna 15-64 år 73 %, och äldre över 65 år 7,0 %.
Runt Huapi är det mycket tätbefolkat, med 1 095 invånare per kvadratkilometer. Närmaste större samhälle är Zengcun, 17,4 km öster om Huapi. Trakten runt Huapi består till största delen av jordbruksmark.
Genomsnittlig årsnederbörd är 702 millimeter. Den regnigaste månaden är juli, med i genomsnitt 228 mm nederbörd, och den torraste är januari, med 4 mm nederbörd.